# جوناثان ر. كول
جوناثان ر. كول (بالإنجليزية: Jonathan R. Cole)‏ هو عالم اجتماع أمريكي، ولد في 27 أغسطس 1942.